# Eloar Guazzelli
Eloar Guazzelli (Vacaria, 12 de agosto de 1922 - 1994) foi um advogado e político brasileiro. É pai do quadrinhista Eloar Guazzelli Filho.
Iniciou seus estudos primários nesta cidade, depois indo concluí-los em Porto Alegre, no colégio Rosário. Entrou na Faculdade de Direito em 1944 e se formou em 1948. Neste período teve contato com o Partido Comunista do Brasil (PCB), do qual passa a fazer parte.
Após se formar, morou e trabalhou em Porto Alegre até 1955, quando se transfere para Vacaria, voltando para a capital gaúcha em 1962. Após o golpe de 1964, “notabilizou-se por ter sido o advogado que mais defendeu presos políticos no Rio Grande do Sul”.
Graças a essa atuação, Guazzelli ficou popular entre os opositores da ditadura civil-militar, o que lhe rendeu um mandato de deputado federal pelo Movimento Democrático Brasileiro (MDB) em 1978. Na Câmara Federal "participou dos trabalhos legislativos como membro titular da Comissão de Segurança Nacional e como suplente das comissões de Constituição e Justiça e de Trabalho e Legislação Social da Câmara". Posteriormente, Eloar filiou-se ao PMDB e candidatou-se novamente em 1982, desta vez sem sucesso. A partir de 1982, dedicou-se à advocacia, o que fez até o fim de sua vida, em 1994.
Durante a década de 1970, Eloar foi Conselheiro Estadual da seccional gaúcha da OAB e presidente do Instituto dos Advogados do Rio Grande do Sul.